# Fjerritslev Tinghus
Tinghuset, undertiden kendt som Kulturcenter Tinghuset, er en tidligere retsbygning i Fjerritslev, der indtil 31. december 2006 husede Retten i Fjerritslev.
Bygningen blev efter byrettens nedlæggelse renoveret og genåbnet som Kulturcenter Tinghuset. Indvielsen fandt sted den 19. september 2014.
Kulturforeningen Tinghuset driver Tinghuset med udlejning, koncert- og foredragsarrangementer, sangaftner og meget mere. 

## Historie
Den daværende dommer og herredfoged, Tyge Emil Bang, erhvervede i 1909 grunden for at opføre et nyt tinghus og herredfogedbolig, som skulle erstatte tingstedet ved Skerpinggaard. Arkitekten blev Victor Nyebølle, der var medlem af Arrestskommisionen.
Byggearbejdet stod på i årene 1909-10, og tingstedet flyttede ind i april 1910. Ifbm. opførelsen af herredfogedboligen, der var indflytningsklar i december 1909, opstod der en tvist mellem arkitekt Hother Paludan og Tyge Emil Bang. Arkitekten blev frifundet i 1912, hvorefter herredsfogeden Tyge Emil Bang forlod embedet samme år. Herredfogedboligen er i dag er privatejet, mens Tinghuset er ejet af Jammerbugt Kommune.